# Mucurubá
Mucurubá es una comunidad en el estado Mérida, Venezuela, al pie de la Sierra Nevada de Mérida. Se encuentra a 2 407 m a nivel del mar, alrededor de 32 kilómetros de la ciudad de Mérida. Es una parroquia dentro del municipio Rangel. El nombre deriva de las palabras en idioma indígena "muco" (lugar) y "ruba" (tubérculo similar a una papa). El poblado fue fundado en 1586 en Bartolomé Gil Naranjo.
El clima es fresco y seco, con una temperatura promedio de 16.5 °C, apropiada para la agricultura de regadía de cultivos como papas, zanahorias, lechuga, ajo, moras, fresas, melocotones e higos. En tiempos coloniales, el maíz y el trigo era unos cultivo importante, molido en molinos de agua.